# Вальдере
Вальдере (Waldere, Waldhere) — условное название двух фрагментов на древнеанглийском языке, содержащих отрывки из утраченной героической поэмы. Они были обнаружены в 1860 году библиотекарем Датской королевской библиотеки Э. К. Верлауффом в Копенгагене и до сих пор хранятся там же. Пергамент, на котором записаны эти фрагменты, был использован для переплета елизаветинского молитвенника.
Очевидно, что эти отрывки являются частью обширного произведения. Два сохранившихся фрагмента записаны на двух отдельных листах; обычно они именуются «фрагмент 1» и «фрагмент 2».
Содержание эпоса известно по другим источникам. Герой, Вальтер Аквитанский, фигурируют в ряде текстов: латинской эпической поэме Вальтарий (первая половина X в.), во фрагментах баварской поэмы (первая половина XIII в.) и в двух эпизодах норвежской саги. Отдельные упоминания о Вальтере содержится в ряде средневековых немецких поэм.
Согласно легенде, Вальтер и его возлюбленная Хильдегита украли сокровища у Аттилы, при дворе которого они были заложниками. Вальтера преследуют двое: король бургундов Гунтер и некий Хаген, которые также охотятся за сокровищами. В одном из сохранившихся древнеанглийских фрагментов кто-то (вероятно, Хильдегита) уговаривает Вальтера пойти в сражение. Во втором некто восхваляет меч, и затем Вальдере восхваляет своё собственное оружие и бросает вызов Гутхере (Гунтеру).